# Glâmbocata-Deal, Argeș
Glâmbocata-Deal (în trecut, Călugărița) este un sat în comuna Leordeni din județul Argeș, Muntenia, România.